# Pierre Poya de L'Herbay
Pierre Poya de L'Herbay, né le 17 octobre 1748 à Issoudun, décédé le 30 août 1834 à Saint-Florentin (Indre), est un homme politique français.

## Biographie
Pierre Poya de L'Herbay est en 1780 procureur du roi, receveur des tailles à la suite de son beau-père pour les élections de Châteauroux, Issoudun, Le Blanc et La Châtre. Il est lieutenant particulier au bailliage d'Issoudun lorsqu'il est élu le 20 mars 1789 député du tiers état aux États généraux pour la bailliage du Berry. Il prête le serment du Jeu de Paume et va à Paris le 16 juillet 1789 pour le rétablissement de l'ordre. Il est membre du comité des finances et du cabinet des affaires étrangères. Son mandat prend fin le 20 septembre 1791.
Il fait ensuite une carrière de magistrat, comme juge au tribunal de cassation pour l'Indre (an III) puis au tribunal d'appel de Bourges (an VIII). Il est maire d'Issoudun peu de temps en 1795. Il est chevalier de la Légion d'honneur (25 prairial an XX).

## Œuvres
- Idalie, drame en 5 actes et en vers, imité de l'Idalie, tragédie en prose (vers 1710) de Fontenelle, 91 p., imprimerie L. Delorme, Issoudun, 1811
- Zéloïde, tragédie en 5 actes et en vers, sujet emprunté de la Zéloïde (1747), tragédie en prose et 1 acte, de Saint-Foix, 76 p., imprimerie L. Delorme, Issoudun, 1812
- Les Adeptes, ou le Charlatanisme dévoyé, comédie en 5 actes et en vers, 103 p., imprimerie L. Delorme, Issoudun, 1813.

## Iconographie
- Portrait de Pierre Poya de L'Herbay, député du bailliage de Berri, dessin au crayon noir par Charles Labadye, Dessins originaux pour la collection de portraits de députés, éditée chez Dejabin, Bibliothèque Nationale de France

## Sources
- Ressource relative à la vie publique :   - Base Sycomore
- Notices d'autorité :   - VIAF
  - ISNI
  - BnF (données)
- « Pierre Poya de L'Herbay », dans Adolphe Robert et Gaston Cougny, Dictionnaire des parlementaires français, Edgar Bourloton, 1889-1891 [détail de l’édition]
- Jean Robinet, Dictionnaire historique et biographique de la Révolution et de l'Empire, 1789-1815, volume II